# WITCH WATCH 魔女守護者
《WITCH WATCH 魔女守護者》是日本漫畫家篠原健太創作的奇幻與戀愛喜劇少年漫畫，於2021年2月8日起在《週刊少年Jump》連載。臺灣《寶島少年》2021年第29期起開始連載。截至2025年2月，單行本累計發行量突破300萬冊。作品中不時出現對其他作品的戲仿，並以出自《週刊少年Jump》的為主。

## 劇情簡介
乙木守仁來自鬼之家族，擁有超人力量，自從幼時傷人後就自我壓抑。守仁的青梅竹馬若月妮可出身魔女家族，在6年前至魔女聖地接受訓練，如今學成歸來，但不改糊塗個性。妮可要求守仁當她的使魔，並搬到守仁家裡住。妮可的母親預見到1年內將有災厄降臨在妮可身上，但又無法抽身，於是將妮可託付給守仁。因為雙方的家長都不在，妮可與守仁開始了只有兩人的同居生活，同時也迎來高中生活的第一個學期。

## 登場角色
聲優以電視動畫版／有聲漫畫版順序排列，僅列一人者均為電視動畫的聲優。由於有聲漫畫喜劇版的配角聲優不明確，因此不會列出。

### 主要人物
若月妮可（聲：川口莉奈／京花優希）
本作女主角。進行魔女修行的少女，守仁的青梅竹馬，但在小學四年級時搬到白魔女的聖地—悠仙鄉修行，六年後才回來與守仁重逢。
在魔法上天賦異稟，僅僅十六歲的年紀就已經學會超過一百項魔法，被音夢指出是傳說中能夠使用一千種魔法、千年僅出一人的「千之魔女」。但也因為她的資質，成為黑魔女的目標，為了守護她，母親伊吹委託守仁等人成為她的守護者，也因而住進乙木家。
性格開朗，有些冒失。立志於成為一位用魔法幫助他人的好魔女，但由於她的笨拙，經常意外惹出麻煩。喜歡守仁。
父親是凡人，因普通人與魔女之間的代溝而夫妻不和，最終在妮可還小時，因為她毀了房子而離去。這件事對妮可來說是個沉重的打擊，讓她對自己作為魔女的身分感到自卑，但在守仁的支持與安慰下才撫平她的傷痛，也因此喜歡上了守仁。
乙木守仁（聲：鈴木崚汰、藤原夏海（幼少期）／末次楓、叶弥生（少年期））
本作主人公。擁有鬼之力量的少年，遵循祖先的古老契約，成為妮可的使魔，並與妮可一起生活。
性格認真正經，責任感強，同時待人體貼，時常為了照顧他人而勞心勞力。另一方面，對自己喜歡的事物有著強烈的熱愛，能對他人滔滔不絕地講上好幾個小時。
小時候無法控制鬼族的力量，曾一時不慎傷害了他人，以至其他小孩不敢跟他接觸，導致他對自己的力量抱有一定程度的自卑。為了控制鬼族的力量，透過修行掌握了一種被稱為「鬼艮術」的能力。然而似乎就因為經歷了嚴酷的精神訓練，導致他對男女之情極度壓抑。他一方面非常珍視妮可，一方面又壓抑對妮可的情感，將其以使魔的使命感給掩蓋，也完全察覺不到妮可對他的好感。
風祭監志（聲：天崎滉平、塚田悠衣（幼少期））
擁有天狗血統的少年，妮可在魔女之鄉修行時認識的朋友。
父親與妮可的媽媽伊吹是舊識，受其所託，與守仁一樣擔任護衛妮可的使魔。講關西腔，第一人稱為「老朽」（ワシ）。
為人好相處，重感情，而且溝通能力很強，無論面對誰都很快熟絡。即便是一開始因為從小受父親厭鬼教育而討厭的守仁，也只花了一天就打成一片。金錢觀念差，時常因為亂花費而缺錢。會接下使魔的工作，也是因為伊吹先行幫他把欠債還清了。搬入乙木家後，亂花錢的毛病依舊沒有改變，甚至時常透支生活費到要找守仁借錢，後在守仁的介紹下開始打工。
真神圭護（聲：石川界人）
擁有狼人血統的少年，妮可與守仁的同班同學。一見到新月圖形，性格便會變得狂暴的雙重人格。
小時候曾是備受期待的花式滑冰選手，但國中二年級時意外遭遇車禍後，因腿部受傷而引退。失去滑冰這個生活目標後開始頹廢，變成現在的性格陰沉且懶散的宅男。缺乏自信，但又想獲得別人的認同，常用一些裝模作樣的言行來耍酷。開學後，因為在守仁身上找到一些性格上的親近感，時常找他說話而成為朋友。
實際上當年事故給他的傷害早已痊癒，也沒留下會影響運動的後遺症，但他顧慮自己狼人血統可能會使他有超越一般人的體能，進而影響運動的公平性，所以藉由事故受傷當作引退的理由。但那場車禍卻也使母親因傷殘而半身不遂，他本人因而深陷自責與內疚中。
「狗與雨滴」事件中，被「賦予之魔女」找上，以治癒母親殘疾的魔法藥為條件，成為協助捕捉妮可計劃的幫兇。事件結束後，妮可以自己的魔法藥治癒了他母親，為回報妮可的恩情，自願成為守衛妮可的第三名使魔。同時因為他母親在治癒後，打算重拾過去因殘疾而放棄的海外事業，認為比起讓兒子獨居，與他人一起合住更安心，於是在守仁的同意下住進乙木家。
狼
圭護的另一個人格，也是他真正的狼人形態。隨著狼人血統變得稀薄，狼人能力本身也有所變化。現在的狼人不會因為看到滿月而變身成獸人形態，而是見到任何新月圖形，就會變成這個兇猛具有野性的人。他擁有主人格圭護的記憶，但狼的記憶並不會與圭護共享，所以平時狼是透過留在手機裡的簡訊來與圭護交流。
性格比起圭護更為隨心所欲，順從慾望。因為圭護本來就長的帥氣，他表現得又比圭護更為自信強大，所以很受女性歡迎。
天生的戰士，雖沒受過正規的格鬥訓練，但憑藉著天生的野性本能與強壯的體能就可以與守仁打得不分上下。
霧生見晴（聲：若井友希／花守由美里）
擁有吸血鬼血統的美少年，出身於驅魔人世家。有著被稱為「吸魂」的能力，能透過身體接觸來吸收他人的精力，並自癒自己的傷勢。中學三年級。
在使魔血脈逐漸式微的霧生家中，少見擁有強大力量的一員，是能擊倒黑魔女的驅魔劍士。但也因為這份強大，讓他對精力有著強烈的需求，曾偷偷吸收朋友的精氣來滿足，但隨著需求的增加，為了不連累他人而開始避免與他人接觸，甚至打算放棄繼續就學。
妮可一行人根據母親的預言，為尋找對抗黑魔女的助力而前去拜訪霧生家時與他相遇，期間與她們合力擊敗「水之魔女」。後來守仁表示能以鬼族的強大生命力為他提供精力，邀請他入住乙木家，成為守衛妮可的第四名使魔。搬入乙木家後，轉入當地的真賀二中就讀。
宮尾音夢（聲：楠木燈）
住在隔壁鎮的白魔女少女，出身於歷史悠久的魔女名門。
羨慕妮可與守仁的關係，正在尋找屬於自己的使魔，想將年紀輕輕就練就「鬼艮術」的守仁挖角過來。但因為怕生內向的性格，總是不敢直接上門，只好變身成貓咪前往乙木家探查，結果每次都無功而返。後來意外聽到了「賦予之魔女」對妮可的襲擊計畫，前去警告妮可等人。事件後與他們成為朋友。
對比家世，做為魔女的才能相當平庸，使她缺乏自信。加上宮尾家保持著對魔法保持不告訴他人的神祕主義家規，讓她在認識妮可等人前，完全沒有知道她是魔女的朋友。
擅長變身魔法，能將自己變成動物，只是目前能熟練變身成貓。缺點是一旦睡著就會解除。
「狗與雨滴」事件中，她變身成貓的事被狼知道。事件後，為了不暴露給妮可等人，與狼約定每個月會親自去乙木家給圭護看新月圖案以釋放他出來活動。

### 私立翌檜高中

#### 教師
真桑悠里（聲：小松未可子／青井玲）
妮可與守仁所在的一年三班班導。興趣是看動漫畫，不時有宅女的表現，但本人因為顧及教師身分而不願主動承認。

#### 學生
南伽羅（聲：高橋李依）
妮可與守仁的同學。和妮可在開學日認識，後來成為朋友。個性開朗，很關心他人，中學時主動與怕生的久久實搭話，讓對方得以成功融入班上。對戀愛很感興趣，但因為性格強悍，導致被男性敬而遠之。
出身於重組家庭，生母在其出生後便失蹤，一開始由父親撫養長大，直到三歲時父親與義母結婚。而養母於去年病逝，死前留下一封信給她交代其身世，但父親害怕她知道自己與養母沒有血緣關係的事實會給她打擊，而把信以碎紙機銷毀，因此一度與父親鬧僵。後在妮可等人的幫助下將信復原，並與父親和解。
家族代代在某神社的擔任宮司，她偶爾會做為兼職女巫幫忙。
小式
伽羅的使魔，過去陰陽師所用的紙人式神。據守仁推測，是由妮可的魔法、神社的能量場，與伽羅的血統交互影響下意外誕生的存在。
擁有自主意識。雖然不會說話，但非常可靠，多次在事件中扮演關鍵幫手。平時會待在伽羅的髮夾處。
嬉野久久實（聲：小原好美）
妮可與守仁的同學，和南伽羅與妮可是朋友。另一個身份是網路上的人氣同人繪師。
原毅（聲：石谷春貴／荒木命）
妮可與守仁的同學。腸胃很脆弱，時常上廁所，但因為小學時曾被同學嘲笑，所以希望能在想上廁所時能不被發現，為此求助妮可。
石剛志（聲：奧田寛章／森田則昭）
妮可與守仁的同學。性格堅定，一旦決定的事就會堅決貫徹。從小學二年級就決定要穿無袖衣服，到現在即便剪斷制服也不放棄。
一色崇（聲：市川蒼／津田拓真）
妮可與守仁的同學。自我意識很高，導致經常樹敵，但總能正向思考。
米蘭嵐（聲：室元氣／大谷翔太郎）
妮可與守仁的同學。喜歡在網路上到處留言，而且對他人的評論都很辛辣。
清宮涼華（聲：芹澤優）
妮可與守仁的同學，清宮天流的妹妹，出身名門的大家閨秀。端莊美麗，品行端正，且成績優異，給人一種完美千金小姐的印象。但實際上為人非常笨拙，雖學習過各種技藝，例如書法、插花、舞蹈、琴藝等等，不過都往往只能學到知識，一旦實際操作就沒有一件事能做好。
黑和小麥
妮可與守仁的同學，綁著三股辮的茶髮少女。家中開麵包店，偶爾會到店中幫忙。
蓬萊純（聲：山下大輝）
監志的同學。雙親都是英語老師，因此家中有很多英文課本，在自小的耳濡目染下，其遣詞造句的方式變得很像英文課本的日語翻譯，甚至長相也像課本的插畫風格。

#### 學生會執行部
清宮天流（聲：松岡禎丞）
學生會執行部會長，清宮涼華的哥哥。
自幼被教導帝王學，踏上王道，久而久之開始喜歡上所謂「王道展開」的故事，現今的學生會成員都是憑他喜好招募而來，成員皆有各種在以前故事常出現性格或元素。但因為著重性格而非工作能力，結果學生會的所有工作基本是由他一人獨自承擔，其辛勞的樣子讓守仁在他身上找到共鳴。而除卻他的愛好問題外，他作為學生會長的表現非常完美，不只完美的完成工作，還記住了每個學生的個人資訊，並不吝於為學生提供幫助。
伊武荊（聲：澤城美雪）
學生會執行部副會長之一，時常手持玫瑰的性感大姊姊。
劍持弓弦（聲：福山潤）
學生會執行部副會長之一，說著關西腔，總是面掛笑容的瞇瞇眼男生。
黑蜜（聲：久野美咲）
學生會執行部書記之一，身穿和服的嬌小少女。與糖漿是雙胞胎姊妹。
糖漿（聲：釘宮理惠）
學生會執行部書記之一，身穿洋裝的嬌小少女。與黑蜜是雙胞胎姊妹。
工理路（聲：日高範子）
學生會執行部會記，外表像男孩的天才駭客。
巴斯特（聲：三宅健太）
學生會執行部廣報，身材壯碩的巨漢。
西古凶奇（聲：福島潤）
學生會執行部庶務之一，總是舔著刀子的獵奇係男子。
酒井大樹MKII（聲：綠川光）
學生會執行部庶務之一。帶著金屬頭套，自稱是機器人。

### 真賀二中
藤木累（聲：阿座上洋平）
真賀二中的學生會長。祖先似乎是《化身博士》中的亨利·哲基爾博士，擁有一種會逐漸積累破壞慾望的體質，需要定期釋放。
在見晴被不良少年圍困時出手相助，意外得知彼此的特殊體質，從此成為有共同祕密並彼此幫助的朋友。他藉由見晴的吸魂能力消除他的破壞慾望，而見晴也得以補充一些生命力。

### 白魔女
若月伊吹（聲：水樹奈奈）
妮可的母親，擁有預言能力的「預言之魔女」。預言的方式是將小時候常看的書「有元夢現詩集」當作魔法道具，將其說出口的數字轉算成書本內相對應的文字，再將之串連在一起，就能形成一段預言。
倉持桃
新搬到乙木家附近的魔女，19歲，外號「瞬移之魔女」。
性格溫柔，喜歡照顧人。原本只是個普通人，以成為育幼員或護士為志向，但在三年前突然覺醒了魔力，在多方調查下得知自己體內流有魔女的血脈，於是在高中畢業後前往悠仙鄉修行，剛好與離開的妮可錯開。受過伊吹得照顧，於是為了照顧妮可而決定支援照顧乙木家的日常起居，同時與妮可一起進行魔女修行。
擅長的魔法為瞬間移動，能將觸碰到的人或物體傳送到自己去過的地方。缺點是消耗的魔力與傳送的距離與質量成正比，而她的魔力會以脂肪的形式儲存，所以一旦大幅消耗的話就會使她的體重急速下降至虛弱狀態。
宮尾摩夜
魔女名門宮尾家的現任家主，音夢的母親。
認為魔女應該保持神祕，不可以隨意透漏自己身為魔女的訊息，所以工作都只接受熟客的委託。同時認為追求他人理解是種弱懦的表現，也以此教導音夢。
擅長變身魔法，但遠比音夢熟練，可以完美變身成任何她親手觸碰過的人，且不會像音夢一樣因為失去意識而解除。不過變身的只有外表與聲音，性格與言行依舊需要自己模仿呈現。

### 黑魔女
牧之瀨文子
「賦予之魔女」，擅長將魔法注入物品並加以利用。原本只是普通人，在某一天意外得到稍微憑空移動物體的微弱能力。她經過調查後判斷自己的家族流有魔女的血脈，但只有自己覺醒了力量，有了這個認知後開始因為覺得自己是「被選中的特別之人」而輕視他人。後在窮困潦倒中，因為自尊心與無力感的衝突而扭曲，墮落成黑魔女。原本她的壽命已經要走到盡頭，但在某日與某個黑魔女達成交易，以覺醒完整的魔女之力延長壽命為條件，成為抓捕妮可的尖兵。
「狗與雨滴」事件中，誘騙圭護成為自己的使魔，借其之手散佈被稱為「DROP」的魔法糖，獲得大量受自己操作的打手。計畫讓狼對付守仁，自己則指使打手捕捉妮可，但結果自己反被妮可與監志所擒，狼也敗給守仁。她失敗後，妮可承諾會讓她進入魔女之鄉安度晚年，感動的她原本想告知幕後主使，但在說出之前被幕後主使剝奪魔力，使其原本受魔力延長的壽命瞬間耗盡，最終衰老而死。
淵亮平
「水之魔女」，擅長操控水。原本只是普通人，在投湖自盡時意外覺醒魔女之力，成為了黑魔女。為了獲得金錢報酬而受僱於某人抓捕妮可。
偽裝成釣魚客，在妮可與守仁等人下水遊玩時以魔法偷襲，一度讓他們陷入危境，但被見晴擊敗。後由見晴的吸魂能力與妮可的治癒魔法合作，為其吸除黑魔女魔力，變回凡人，後被霧生真橙的教堂收留。

### 使魔家族
乙木嶺仁（聲：小西克幸）
守仁的父親，鬼族在現代碩果僅存的家係—乙木家的現任當家。
蘆塚山覺雷坊
本名為風祭監元（かざまつり かんげん）。監志的父親，也是教他天狗術的師傅，現任五大天狗之首。
霧生真橙
見晴的父親，蝙蝠使魔一族—霧生家的現任當家。對外的職業是神父，本業則是驅魔師。

### 其他
鬼塚一爱
作者前作《SKET DANCE》的女主角，原SKET团副团长，昵稱（姬子）。現今已是位教师，因妮可等人的班导真桑悠里生病請假，而来到翌檜高中擔任临时的代課老師，30岁。
由於學生時代認識過各式各樣人物的經歷，所以在得知妮可的魔女身份後輕鬆地接受了，且非常支持她用魔法幫助別人的行為。对自己還沒結婚一事非常敏感，與Bossun的關係似乎卡在結婚前的階段。
在Bossun和switch的帮助下破解了暗号事件，并见证全班同学帮助不来上学的三木重返课堂。代班結束後，和Bossun、Switch重聚。
藤崎佑助
作者前作《SKET DANCE》的男主角，原SKET团团长，昵稱Bossun。本作中出场时30岁，已回到日本并开设万事屋事务所帮助他人解决问题。
接到姬子电话求助，戴上护目镜进入专注模式，破解了暗号之谜。后在姬子代班結束後，和姬子、Switch重聚。
笛吹和义
作者前作《SKET DANCE》的主要角色之一，原SKET团书记，昵稱Switch。本作中出场时30岁。
来到Bossun的万事屋事务所带来贺礼，两人一起回忆了高中的往事，最后三人重聚。

### 剧中剧人物
本作虚构的《混乱的海市蜃楼》中的人物。
秋月空（聲：白石凉子）
《混乱的海市蜃楼》的主角。
声优亦是《SKET DANCE》女主角姬子的声优。
浪崎胧（聲：吉野裕行）
空的勁敵。
声优亦是《SKET DANCE》男主角bossun的声优。
草间狭雾（聲：下野紘）
空的矓的前輩。
声优亦是《SKET DANCE》中bossun的孪生弟弟椿佐介的声优。
扎克•巴兰（聲：杉田智和）
頭戴獅子面具的神秘男子。
声优亦是《SKET DANCE》男二号switch的声优。

## 用語解說
魔女
泛指擁有魔力並能夠施展魔法的人類。現代魔女是當年為了逃避魔女狩獵而移居日本者的後代，幼年時期會為了控制自身的力量而進行修行，修行結束後，便會融入一般社會生活。一般的魔女除了能夠飛行、操縱小物品等基本魔法外，通常只能掌握數種與自身特性相符的特殊魔法；但也有極少數魔女擁有龐大魔力，能夠操控各式各樣的魔法。
信仰正義的白魔道，以拯救世人為使命的魔女被稱為「白魔女」（Witch），信仰邪惡的黑魔道，為了私利而濫用魔法的魔女則被稱為「黑魔女」（Warlock）。黑魔女曾在過去被白魔女徹底打敗而滅絕，但在擁有魔女血統者當中，仍可能因精神或外在因素而從白魔女墮落為黑魔女。為了杜絕這種事發生，現在的白魔女都會對新人魔女進行徹底的教育，並設下攻擊魔法的使用限制，避免因為他們因為心懷惡意使用而墮入魔道。
成為黑魔女的分界線是在魔石變黑後，第一次惡意使用魔法開始。這時魔女的魔力性質會發生決定性變化，而白魔女用來偵測黑魔女的「警戒心音」就是對這種魔力性質作為識別。通常這種變化是不可逆的，但透過見晴的魔力吸收與妮可的治癒魔法的組合，可以將魔力安全吸出清空，使其變回普通人；若在身體尚未穩定的約一個月內再次受到魔力刺激，即可再度覺醒魔力，而這時的魔力性質將得到重置，得以作為白魔女重新開始。
魔女雖以女性居多，但只要擁有魔女血統並且力量覺醒，即使是男性也能使用魔法，黑魔女中也有包含男性的情況。
使魔
與魔女締結主僕契約，忠誠地跟隨其左右的僕從。
通常是動物，但也有透過獲得魔力而變成人類形態的個體。像是守仁等人的祖先原本就是化為人形的動物，在經過代代繁衍並與人類通婚後，成為了類似傳說中妖怪的存在。例如有些牛或虎的使魔成為了鬼，有些烏鴉的使魔則成為了天狗。
現代社會中，使魔的角色已逐漸形式化，基本上僅限有意者才能與小型動物締結契約，成為類似寵物的存在。
魔石
正規魔女都擁有的一塊魔法石頭。一開始為青色，隨著持有者的修行而會漸漸變成白色，能藉此反映出持有者的修行成果。
除了顯示修行進度外，還有警告持有者是否墮落成黑魔女的警惕功能。一旦變成黑色就是墮落的前兆，而且與慢慢變成的白色不同，沒有過度的灰色。
光之蝶
在災難之日從妮可的身體中飛出，是妮可魔法的化身。每一隻光之蝶都寄宿著妮可魔法的力量。它們會被懷有某種願望的人吸引，並寄宿於其體內，即使是沒有魔女血統的人，也能暫時成為能使用特定魔法的「魔法使」。一旦寄宿者獲得此力量，便會極力想保住這份力量。若將光之蝶帶回妮可體內，不僅能讓魔法歸還給妮可，她的身體也會因此成長。

## 製作
每週連載《WITCH WATCH 魔女守護者》時，篠原健太花費五天去繪製人物，而分鏡則花了兩天半。2023年1月，健太在Twitter表示《WITCH WATCH 魔女守護者》大機率會是他最後一個每週連載的作品。原因不是不想做，而是「身體上無法承受」每週連載。

## 迴響
本作獲得下一部人氣漫畫大賞2021紙本漫畫類別的第12名。並在隔年獲得下一部人氣漫畫大賞2022紙本漫畫類別的第2名。

## 出版書籍
| 卷數 | 集英社 | 集英社        | 集英社                 | 東立出版社          | 東立出版社     | 東立出版社                           | 博集天卷         | 博集天卷  | 博集天卷               |
| 卷數 | 副標題 | 發售日期      | ISBN                   | 副標題              | 發售日期       | ISBN                                 | 副標題           | 發售日期  | ISBN                   |
| ---- | ------ | ------------- | ---------------------- | ------------------- | -------------- | ------------------------------------ | ---------------- | --------- | ---------------------- |
| 1    |        | 2021年6月4日  | ISBN 978-4-08-882696-7 | 魔女歸來            | 2022年5月5日   | ISBN 978-957-26-8696-6               | 魔女归来         | 2025年7月 | ISBN 978-7-5726-2321-9 |
| 2    |        | 2021年9月3日  | ISBN 978-4-08-882764-3 | 友情的勾肩搭背      | 2022年9月12日  | ISBN 978-957-26-8697-3               | 友情肩并肩       | 2025年7月 | ISBN 978-7-5726-2322-6 |
| 3    |        | 2021年11月4日 | ISBN 978-4-08-882842-8 | 狗與雨滴            | 2022年10月21日 | ISBN 978-626-347-265-5（首刷附錄版） | 狗和雨滴         | 2025年7月 | ISBN 978-7-5726-2323-3 |
| 4    |        | 2022年2月4日  | ISBN 978-4-08-883011-7 | 解放怦然心動        | 2022年11月18日 | ISBN 978-626-347-182-5（首刷附錄版） | 怦然心动         | 2025年7月 | ISBN 978-7-5726-2324-0 |
| 5    |        | 2022年4月4日  | ISBN 978-4-08-883067-4 | 夏之魔物            | 2023年1月17日  | ISBN 978-626-347-385-0（首刷附錄版） | 夏季魔物         | 2025年7月 | ISBN 978-7-5726-2364-6 |
| 6    |        | 2022年6月3日  | ISBN 978-4-08-883154-1 | 宇宙深淵的黑暗      | 2023年3月3日   | ISBN 978-626-347-657-8（首刷附錄版） | 宇宙的深渊的黑暗 | 2025年7月 | ISBN 978-7-5726-2365-3 |
| 7    |        | 2022年8月4日  | ISBN 978-4-08-883221-0 | 朋友的信            | 2023年4月14日  | ISBN 978-626-347-893-0（首刷附錄版） |                  |           |                        |
| 8    |        | 2022年11月4日 | ISBN 978-4-08-883388-0 | LONG LONG A GO GO   | 2023年5月15日  | ISBN 978-626-360-199-4（首刷附錄版） |                  |           |                        |
| 9    |        | 2023年1月4日  | ISBN 978-4-08-883422-1 | 睡衣派對            | 2023年6月15日  | ISBN 978-626-360-201-4（首刷附錄版） |                  |           |                        |
| 10   |        | 2023年4月4日  | ISBN 978-4-08-883454-2 | 秋嵐                | 2023年7月24日  | ISBN 978-626-372-129-6（首刷附錄版） |                  |           |                        |
| 11   |        | 2023年6月2日  | ISBN 978-4-08-883559-4 | DUET DANCE          | 2023年11月27日 | ISBN 978-626-372-131-9（首刷附錄版） |                  |           |                        |
| 12   |        | 2023年8月4日  | ISBN 978-4-08-883593-8 | 秘密關係            | 2024年1月5日   | ISBN 978-626-372-930-8（首刷附錄版） |                  |           |                        |
| 13   |        | 2023年10月4日 | ISBN 978-4-08-883666-9 | 笑吧Wednesday       | 2024年3月7日   | ISBN 978-626-372-931-5（首刷附錄版） |                  |           |                        |
| 14   |        | 2023年12月4日 | ISBN 978-4-08-883787-1 | 災厄之日            | 2024年5月2日   | ISBN 978-626-02-0787-8（首刷附錄版） |                  |           |                        |
| 15   |        | 2024年3月4日  | ISBN 978-4-08-883818-2 | 新生活開始          | 2024年8月2日   | ISBN 978-626-02-0788-5（首刷附錄版） |                  |           |                        |
| 16   |        | 2024年4月4日  | ISBN 978-4-08-883877-9 | 聖誕老人之奇幻      | 2024年9月2日   | ISBN 978-626-02-0789-2（首刷附錄版） |                  |           |                        |
| 17   |        | 2024年7月4日  | ISBN 978-4-08-884112-0 | 怪物家長            | 2024年11月11日 | ISBN 978-626-02-2021-1（首刷附錄版） |                  |           |                        |
| 18   |        | 2024年9月4日  | ISBN 978-4-08-884170-0 | The New School Year | 2025年3月21日  | ISBN 978-626-02-2022-8（首刷附錄版） |                  |           |                        |
| 19   |        | 2024年11月1日 | ISBN 978-4-08-884251-6 | Enter the Animation | 2025年5月2日   | ISBN 978-626-02-3775-2（首刷附錄版） |                  |           |                        |
| 20   |        | 2025年1月4日  | ISBN 978-4-08-884398-8 | 前進吧可頌麵包      | 2025年6月20日  | ISBN 978-626-02-4689-1（首刷附錄版） |                  |           |                        |
| 21   |        | 2025年4月4日  | ISBN 978-4-08-884450-3 |                     |                |                                      |                  |           |                        |
| 22   |        | 2025年7月4日  | ISBN 978-4-08-884565-4 |                     |                |                                      |                  |           |                        |
| 23   |        | 2025年9月4日  | ISBN 978-4-08-884651-4 |                     |                |                                      |                  |           |                        |

## 電視動畫
2024年8月19日，宣布電視動畫化，由Bibury Animation Studios製作，於2025年4月連續播出2季度。電視動畫頭三集以《WITCH WATCH: WATCH PARTY》的名義在日本以外的戲院上映，並於分別在3月13日和3月16日開始在亞洲和透過GKIDS在北美上映。

### 製作人員
- 原作：篠原健太
- 導演：博史池畠
- 副導演：川瀨正雄
- 系列構成：赤尾凸
- 角色設計：飯塚晴子
- 副角色設計：杉村价秋、澤友貴
- 美術監督：薛平（草薙）
- 美術設定：竹內柚紀（草薙）、新妻雅行（千住工房）
- 色彩設計：
- 攝影監督：米澤壽
- 編輯：
- 音樂：橋本由香利
- 音效指導：鄉文裕貴
- 音響制作：Bit Grooove Promotion
- 動畫制作：Bibury Animation Studios（日语：バイブリーアニメーションスタジオ）

### 主題曲
片頭曲
Watch me!（第1部分）
演唱：YOASOBI，作詞、作曲、編曲：Ayase
第1、12集作為片尾曲使用。
（第2部分第1集、第3集—）
演唱、作詞、作曲：はしメロ，編曲：
Bitter End （第2部分第2集）
演唱、作詞、作曲、編曲：Who-ya Extended
片尾曲
魔法はスパイス（第1部分）
演唱：Aooo，作詞、作曲：Three
（第2部分第1集、第3集—）
演唱、編曲：yutori，作詞、作曲：佐藤古都子
FLASHBACK SYNDROME （第2部分第2集）
演唱、編曲：ALI，作詞、作曲：LEO, MOMONADY

### 劇集列表
| #01 |                                        | 赤尾凸   | 博史池畠   | 板本龍典、博史池畠               | 野中正幸、波川裕、若山政志、安西俊之、濱口獏                                                                                 | 杉村价秋                                     | 2025年4月6日  |
| 擁有鬼之力量的乙木守仁被他父親告知他的青梅竹馬若月妮可從魔女訓練中學成歸來，並因為其父親出差以及妮可母親不能一起回來的關係，他們決定讓妮可搬到守仁家裏住，充作妮可的使魔和保鑣。當妮可到守仁的家後，妮可迫不及待向守仁展示她新學到魔法，而其中一個就是把自己變成紙片人。但隨後卻被被風吹到牆之間的縫隙。為了救她，守仁迫不得已地用他的鬼之力量打壞了牆壁，而隨後變回原狀的妮可也用了魔法修復。在那之後儘管守仁建議妮可不要在公共場合使用魔法，但妮可卻解釋女巫是有義務使用魔法來幫助他人後婉拒了守仁給的建議。在從一棟失火的房子中救出了一名被困的女子後，因為途中有使用把事物（包括自己）都變成輕盈的關係，導致他們一路上拿的東西以及自己都變得異常沉重。當守仁和妮可準備正式地展開同居生活時，守仁想起父親提起過妮可的母親預見到1年內將有災厄降臨在妮可身上的事情，而這也讓他增加保護妮可的決心。 |                                        |          |            |                                  | |                                              |               |
| #02 |                                        | 赤尾凸   | 博史池畠   | 川瀨正雄                         | 齋藤聖悟 | 澤友貴                                       | 2025年4月13日 |
| #02 | 去家庭餐廳吧！                         | 赤尾凸   | 博史池畠   | 川瀨正雄                         | 齋藤聖悟 | 澤友貴                                       | 2025年4月13日 |
| #02 | 飛行教室                               | 赤尾凸   | 博史池畠   | 川瀨正雄                         | 齋藤聖悟 | 澤友貴                                       | 2025年4月13日 |
| 〈大型新人〉：在守仁和妮可要去上高中前，守仁便有警告過她不能透露她是魔女以及「能使用魔法」這兩件事。但是最後還是因為妮可在班主任課上施展的變大魔法而曝光身份，最後導致她成為了班上最受歡迎的女生。〈去家庭餐廳吧！〉：放學後，她的同學南伽羅和嬉野久久實邀請妮可一起去附近的家庭餐廳吃飯。她們無視了在餐廳門前三個不良少年的挑逗並很快成為了朋友。而守仁為了防止三個不良少年繼續騷擾她們，所以打了他們一頓。〈飛行教室〉：隔天，妮可的班級第一節課是團康活動，而在伽羅表示要用魔法進行團康活動後，除了守仁外，同學們一致贊成。隨後，妮可便設置了一個可以讓同學們飛的結界，但在附近的一輛卡車卻差點要開進結界中，導致守仁必須使用他的鬼之力量去拯救卡車司機。雖然守仁害怕他是「鬼」的這個身份會被大家討厭，但卻恰恰相反，他的同學反而覺得很厲害隨即接受了他。                                                |                                        |          |            |                                  | |                                              |               |
| #03 |                                        | 福田裕子 | 川口敬一郎 | 鈴木拓磨                         | 秋月彩、若山政志、近藤、齋藤聖悟                                                                                             | 野中正幸、杉村价秋                           | 2025年4月20日 |
| #03 |                                        | 福田裕子 | 川口敬一郎 | 鈴木拓磨                         | 秋月彩、若山政志、近藤、齋藤聖悟                                                                                             | 野中正幸、杉村价秋                           | 2025年4月20日 |
| #03 |                                        | 福田裕子 | 川口敬一郎 | 鈴木拓磨                         | 秋月彩、若山政志、近藤、齋藤聖悟                                                                                             | 野中正幸、杉村价秋                           | 2025年4月20日 |
| 〈春季的半透明穿搭〉：為了引起守仁的注意，妮可使用了魔法從雜誌的圖片上挑出了一件時尚的衣服，但由於雜誌沒有展示背面，導致背面是半透明狀態。在守仁表示他比較喜歡妮可平時的衣服後、妮可打算去換回平常穿的衣服時，不小心讓守仁發現了背面是半透明的事情。〈給魔女的宅急便〉：妮可的母親伊吹除了把妮可的漫畫收藏寄過去守仁家外，也同時寫了一封信給守仁。為了搬運順利，妮可使用了名為「雙簧變」的分裂魔法，最終分裂了四個小孩版本的自己。在守仁被伊吹警告「狗和雨滴會帶來災害」後，那天晚上，隨著天空開始下雨，一位不明人士站在電線桿上觀察著守仁家。〈迷路的小狗和雨的節奏〉：下雨天，當妮可購物的時候，守仁變得謹慎，而這也讓他發現了一直躲在暗處帶著狗面具的人。在一番戰鬥過後，那位神秘人被守仁拿下了面具，而隨後神秘人表示他叫風祭監志，為擁有天狗血統的少年、也是烏鴉的使魔，此次前來也是為了守護妮可。                                                |                                        |          |            |                                  | |                                              |               |
| #04 | 天狗 -風祭監志-                        | 兵頭一步 | 熊野千尋   | 津田夏                           | 德、河村涼子、平鹿幸惠、齋藤聖悟                                                                                             | 杉村價秋、野中正幸、澤友貴                   | 2025年4月27日 |
| #05 |                                        | 赤尾凸   | 江口大輔   | 居村雄馬                         | 無錫市櫻花卡通有限公司、豬豬、徐小山、過燦、李鑫源、張倩茹、劉簾、參竇                                                       | 野中正幸、齋藤聖悟、杉村價秋                 | 2025年5月4日  |
| #05 | 今天肚子很沉重                         | 赤尾凸   | 江口大輔   | 居村雄馬                         | 無錫市櫻花卡通有限公司、豬豬、徐小山、過燦、李鑫源、張倩茹、劉簾、參竇                                                       | 野中正幸、齋藤聖悟、杉村價秋                 | 2025年5月4日  |
| #05 | 貓咪來挖角                             | 赤尾凸   | 江口大輔   | 居村雄馬                         | 無錫市櫻花卡通有限公司、豬豬、徐小山、過燦、李鑫源、張倩茹、劉簾、參竇                                                       | 野中正幸、齋藤聖悟、杉村價秋                 | 2025年5月4日  |
| #06 |                                        | 兵頭一步 | 大島緣     | 大島緣                           | 大島緣 | -                                            | 2025年5月11日 |
| #07 |                                        | 福田裕子 | 誌村宏明   | 植木貴一                         | 吉川真一 | 杉村價秋                                     | 2025年5月18日 |
| #07 |                                        | 福田裕子 | 誌村宏明   | 植木貴一                         | 吉川真一 | 杉村價秋                                     | 2025年5月18日 |
| #08 | 監志的日記~英雄秀~                     | 涼村千夏 | 內所那葉   | 加藤大志                         | 多田和春、土田虎太郎、大野勉、築山翔太、笠野充志、臼田美夫、中山正惠、外山陽介、陳海官、金海淑、孫振亮、富春、張曦縈、毛縞斑 | 齋藤聖悟                                     | 2025年5月25日 |
| #08 | 監志的日記~~                           | 涼村千夏 | 內所那葉   | 加藤大志                         | 多田和春、土田虎太郎、大野勉、築山翔太、笠野充志、臼田美夫、中山正惠、外山陽介、陳海官、金海淑、孫振亮、富春、張曦縈、毛縞斑 | 齋藤聖悟                                     | 2025年5月25日 |
| #09 |                                        | 福田裕子 | 堀尾鑛     | 堀尾鑛                           | STUDIO MASSKET、大野勉 | 杉村价秋、野中正幸                           | 2025年6月1日  |
| #09 |                                        | 福田裕子 | 堀尾鑛     | 堀尾鑛                           | STUDIO MASSKET、大野勉 | 杉村价秋、野中正幸                           | 2025年6月1日  |
| #09 |                                        | 福田裕子 | 堀尾鑛     | 堀尾鑛                           | STUDIO MASSKET、大野勉 | 杉村价秋、野中正幸                           | 2025年6月1日  |
| #10 |                                        | 赤尾凸   | 夏野桃子   | 藤井康雄                         | 菊池一真、延原弘治、逵村穴、吉野美貴、五藤有樹、菊池明紘、高木司                                                             | 齋藤聖悟、杉村價秋                           | 2025年6月8日  |
| #10 |                                        | 赤尾凸   | 夏野桃子   | 藤井康雄                         | 菊池一真、延原弘治、逵村穴、吉野美貴、五藤有樹、菊池明紘、高木司                                                             | 齋藤聖悟、杉村價秋                           | 2025年6月8日  |
| #11 | 狗與雨滴·前篇                          | 兵頭一步 | 夏野桃子   | 尋田耕輔                         | STUDIO MASSKET、野元愛、逵村六、                                                                                             | 野中正幸、齋藤聖悟、大島緣                   | 2025年6月15日 |
| #12 | 狗與雨滴·後篇                          | 赤尾凸   | 博史池畠   | 博史池畠、川瀨正雄、小野田雄亮、 | 吉野美貴、逵村六、大野勉、柳瀨讓二、荒木詩織、大島緣、野元愛、德、STUDIO MASSKET、                                           | 杉村價秋、天崎、野中正幸、池田結姬、增井良紀 | 2025年6月22日 |
| #13 | 狼人 -真神圭護-                        | 涼村千夏 | 麥野       | 池田                             | 大野薰野、大野勉、小川、多田和春、土田虎太郎、高橋直弘、築山翔太、津幡佳明、三好智志、徐易、周俊、毛縞斑、NAMU animation、   | 天崎                                         | 2025年6月29日 |
| #13 | 善人之虎 傲慢之狼                      | 涼村千夏 | 麥野       | 池田                             | 大野薰野、大野勉、小川、多田和春、土田虎太郎、高橋直弘、築山翔太、津幡佳明、三好智志、徐易、周俊、毛縞斑、NAMU animation、   | 天崎                                         | 2025年6月29日 |
| #13 | 輕鬆魅惑你                             | 涼村千夏 | 麥野       | 池田                             | 大野薰野、大野勉、小川、多田和春、土田虎太郎、高橋直弘、築山翔太、津幡佳明、三好智志、徐易、周俊、毛縞斑、NAMU animation、   | 天崎                                         | 2025年6月29日 |
| #14 | 混亂的海市蜃樓 第119話 「討伐FUZZY-4」 | 涼村千夏 | 、         | 川瀨、小野田雄亮                 | 星野玲香、大島緣、水崎健太、野元愛、畠山幸汰、                                                                               | 天崎、杉村价秋                               | 2025年7月6日  |
| #14 | 喜歡的繪師的日誌                       | 涼村千夏 | 、         | 川瀨、小野田雄亮                 | 星野玲香、大島緣、水崎健太、野元愛、畠山幸汰、                                                                               | 天崎、杉村价秋                               | 2025年7月6日  |
| #15 | 夏之魔物                               | 赤尾凸   | 博史池畠   | 安西俊之                         | 澀谷頒一、安西俊之、加藤明日美、大野勉、近藤、水崎健太、德                                                                   | 野中正幸                                     | 2025年7月13日 |
| #16 | 吸血鬼-霧生見晴-                       | 兵頭一步 | 夏野桃子   | 小草                             | STUDIO MASSKET | 西山實果、天崎、大島緣                       | 2025年7月20日 |
| #16 | 沒有雨傘                               | 兵頭一步 | 夏野桃子   | 小草                             | STUDIO MASSKET | 西山實果、天崎、大島緣                       | 2025年7月20日 |
| #16 | 很高興見到你                           | 兵頭一步 | 夏野桃子   | 小草                             | STUDIO MASSKET | 西山實果、天崎、大島緣                       | 2025年7月20日 |
| #17 | 被迫挑戰死亡遊戲卻發現是款爛遊戲       | 赤尾凸   | 詩村宏明   | 矢口圓                           | 、安南堂仁汰、明光 | 天崎                                         | 2025年7月27日 |
| #17 | LONG LONG A GO GO                      | 赤尾凸   | 詩村宏明   | 矢口圓                           | 、安南堂仁汰、明光 | 天崎                                         | 2025年7月27日 |
| #18 | 伽羅和小式                             | 福田裕子 | 東出太     | 芝缶太                           | 河島久美子、吉野美貴、野元愛、涉谷頒一、畠山幸汰                                                                             | 杉村价秋、天崎                               | 2025年8月3日  |
| #18 | 瘋狂的彈珠狂                           | 福田裕子 | 東出太     | 芝缶太                           | 河島久美子、吉野美貴、野元愛、涉谷頒一、畠山幸汰                                                                             | 杉村价秋、天崎                               | 2025年8月3日  |
| #18 | Scramble Scrap Squad                   | 福田裕子 | 東出太     | 芝缶太                           | 河島久美子、吉野美貴、野元愛、涉谷頒一、畠山幸汰                                                                             | 杉村价秋、天崎                               | 2025年8月3日  |
| #19 | 朋友的信                               | 兵頭一步 | 熊野千尋   | 史博                             | 川口弘明、柳瀨讓二、sun qiang、fan dong dong、liu qi qi、zhang qian ru、HYUN GRAK                                            | 野中正幸                                     | 2025年8月10日 |
| #20 | 迷途狼與串門子貓                       | 福田裕子 | 高田恭輔   | 高田恭輔                         | 野元愛、涉谷頒一、鎌田均、吉川真一                                                                                           | -                                            | 2025年8月17日 |
| #21 | 祕密的衝動                             | 待公布   | 待公布     | 待公布                           | 待公布 | 待公布                                       | 2025年8月24日 |
| #21 | 圭子的任性模式                         | 待公布   | 待公布     | 待公布                           | 待公布 | 待公布                                       | 2025年8月24日 |
| #21 | 哲基爾拜訪乙木家                       | 待公布   | 待公布     | 待公布                           | 待公布 | 待公布                                       | 2025年8月24日 |

### 播放媒體
| 播映地區                 | 播映電視台                 | 播映日期       | 播映時間（UTC+9） | 備註     |
| ------------------------ | -------------------------- | -------------- | ----------------- | -------- |
| 日本國内                 | - 每日放送 - TBS系列全28台 | 2025年4月6日—  | 星期日 17:00—     | -        |
| 日本全域                 | AT-X                       | 2025年4月11日— | 星期五 22:00—     | [ 註 4 ] |
|                          | BS日本                     | 2025年4月16日— | 星期四 01:00—     | [ 註 5 ] |
| 全部電視台皆有字幕放送。 |                            |                |                   |          |

| 播映地區      | 播映平臺       | 播映日期       | 播映時間              | 備註   |
| ------------- | -------------- | -------------- | --------------------- | ------ |
| 臺灣          | Hami Video     | 2025年4月6日—  | 星期日 16:30（UTC+8） |        |
|               | MyVideo        |                |                       |        |
|               | friDay影音     |                |                       |        |
|               | KKTV           |                |                       |        |
|               | LiTV 線上影視  |                |                       |        |
|               | Ofiii          |                |                       |        |
|               | LINE TV        |                |                       |        |
|               | CATCHPLAY+     |                |                       |        |
|               | YouTube        |                |                       |        |
|               | 巴哈姆特動畫瘋 |                |                       |        |
| - 香港 - 澳門 |                |                |                       |        |
|               | Viu            |                |                       |        |
|               | 愛奇藝國際站   |                |                       |        |
| 中国大陆      | 哔哩哔哩       | 2025年4月13日— |                       | [ 59 ] |

### BD
| 卷數 | 發售日期           | 收錄集數      | 規格編號  |
| ---- | ------------------ | ------------- | --------- |
| 1    | 2025年7月30日      | 第1集—第3集   | SHBR-0776 |
| 2    | 2025年8月27日預定  | 第4集—第6集   | SHBR-0777 |
| 3    | 2025年9月24日預定  | 第7集—第9集   | SHBR-0778 |
| 4    | 2025年10月29日預定 | 第10集—第12集 | SHBR-0779 |
| 5    | 2025年11月26日預定 | 第13集—第15集 | SHBR-0780 |
| 6    | 2025年12月24日預定 | 第16集—第18集 | SHBR-0781 |
| 7    | 2026年1月28日預定  | 第19集—第22集 | SHBR-0782 |
| 8    | 2026年2月25日預定  | 第23集—第25集 | SHBR-0783 |

## 備註
1. ↑  在本集播出時，編劇被誤記為赤尾凸，分鏡則被誤記為博史池畠[52]。
2. ↑  不包括沒有在TBS系列的秋田縣、福井縣、德島縣、佐賀縣。
3. ↑  資料廣播[54][55]／《日5》節目。
4. ↑  CS放送／有重複播放。
5. ↑  BS放送／BS4K放送／節目。

## 外部連結
- 漫畫官方網站（日語）
- 電視動畫官方網站（日語）
- 漫畫官方的X（前Twitter）（日語）
- 電視動畫官方的X（前Twitter）（日語）